# کارو لوکاس
کارو لوکاس قوکاسیان (ارمنی: Կարո Լուկաս Ղուկասեան؛ آوانگاری: Kāro Lukās ʁɔvkɑˈsjān؛ ۱۳ شهریور ۱۳۲۸ – ۱۷ تیر ۱۳۸۹) مهندس برق و الکترونیک، استاد دانشگاه و مخترع ایرانی ارمنی‌تبار بود.
کارو لوکاس تحصیلات ابتدایی خود را در مدرسه ارمنیان کوشش-داوتیان ارمنیان طی کرد و در ۱۳۴۷، در رشتهٔ ریاضی دیپلم گرفت. در همان سال با رتبهٔ عالی وارد دانشکدهٔ فنی دانشگاه تهران و در ۱۳۵۲ ه‍.ش (۱۹۷۳ میلادی)، با مدرک کارشناسی ارشد در رشتهٔ برق و الکترونیک از دانشگاه تهران (در ۳ سال) فارغ‌التحصیل شد. لوکاس در سال ۱۹۷۶ میلادی مدرک دکترای خود را از گروه مهندسی برق و علوم کامپیوتر دانشگاه برکلی کالیفرنیا با گرایش مهندسی کنترل دریافت کرد. لوکاس در زمینهٔ سیستم‌های هوشمند پژوهش می‌کرد و بنیان‌گذار و مدیر «قطب کنترل و پردازش هوشمند» دانشکدهٔ مهندسی برق دانشگاه تهران و رئیس بخش مهندسی برق این دانشگاه و همچنین مدیر پژوهشگاه دانش‌های بنیادی بود. او افزون بر آموزش و پژوهش در دانشکده‌های فنی دانشگاه تهران، استاد مهمان دانشگاه‌های تورنتو، برکلی و یو.سی.ال.ای، محقق مرکز بین‌المللی فیزیک نظری و مرکز بین‌المللی مهندسی ژنتیک و بیوتکنولوژی در تریسته ایتالیا، دستیار تحقیق شرکت پژوهشی و تولیدی اونتاریو، و دستیار تحقیق آزمایشگاه پژوهش‌های الکترونیکی دانشگاه کالیفرنیا نیز بود. لوکاس از پژوهشگران مشهور در رشته هوش مصنوعی و رباتیک در ایران بود، چنان‌که رسانه‌های ایرانی بعد از مرگ لوکاس از او با لقب «پدر علم رباتیک ایران» یاد کردند.

## ابتدای زندگی و تحصیلات
کارو لوکاس در ۱۴ شهریور ۱۳۲۸ (۵ سپتامبر ۱۹۴۹) در اصفهان به دنیا آمد. وی تولد خود را چنین شرح داده که «هنگامی که خانواده‌ام طبق روال همه ساله برای گذراندن تعطیلات تابستان به موطن خود، جلفای اصفهان، رفته بودند به دنیا آمدم. در واقع، از طرف پدر و مادر اصفهانی هستم اما قسمت اعظم عمر و دوران تحصیلم را در تهران سپری کرده‌ام. در نتیجه، من نیمه اصفهانی و نیمه تهرانی هستم» و سپس به شوخی گفته که «اگر شاهد بازی دو تیم تهران و اصفهان باشم، مسلماً تیم اصفهان را تشویق خواهم کرد.»
لوکاس تحصیلات ابتدایی و متوسطه خود را در تهران در مدرسه ارمنیان کوشش-داوتیان گذراند. و در سال ۱۳۴۷ ه‍.ش، در رشتهٔ ریاضی دیپلم گرفت. او در همان سال با رتبهٔ عالی وارد دانشکدهٔ فنی دانشگاه تهران شد و در ۱۳۵۲ با مدرک کارشناسی ارشد در رشتهٔ برق و الکترونیک از دانشگاه تهران فارغ‌التحصیل شد. سپس در ۱۳۵۳ برای ادامهٔ تحصیل به ایالات متحده آمریکا رفت وی و در سال ۱۳۵۵ ه‍.ش (۱۹۷۶ م.)، موفق شد در رشتهٔ مهندسی الکترونیک (برق) و علوم کامپیوتر با گرایش مهندسی کنترل از دانشگاه برکلی کالیفرنیا مدرک دکترا بگیرد. در توصیه نامه استاد کارو در دانشگاه تهران به دانشگاه برکلی چنین نوشته شده‌است: «اگر کارو را در دانشگاه خود قبول نکنید، دیوانه‌اید.»

## فعالیت‌ها
او پس از بازگشت به ایران در دانشکده فنی دانشگاه تهران به تدریس پرداخت و بعدها به درجه استادی همان دانشگاه رسید و دوره‌ای رئیس گروه برق این دانشکده نیز بود. و مرکز «کنترل و پردازش هوشمند» را در این دانشگاه بنیان گذاشت. در طی سال‌های ۱۳۶۲ تا ۱۳۶۶ مدیر پژوهشگاه دانش‌های بنیادی و در سال‌های ۱۳۴۵ تا ۱۳۶۷ رئیس دانشکده مهندسی برق و کامپیوتر دانشگاه تهران بود.
وی ابداعاتی در زمینهٔ طراحی یک شبکه عصبی هایبرید برای تشخیص کلمات منفرد فارسی داشته‌است.
کارو سردبیری مجموعه‌هایی همچون چهره‌های ماندگار دانشکده مهندسی دانشگاه تهران، بررسی منتقدان ریاضی، مجله سیستم‌های هوشمند و فازی و بخش ایرانی مؤسسه مهندسان برق و الکترونیک را برعهده داشته‌است.
کارو لوکاس پژوهش‌های خود را در علوم و مهندسی سیستم شروع کرد اما در خلال دههٔ هشتاد به تدریج تمرکز پژوهش‌های خود را به سمت سیستم‌های هوشمند انتقال داد. او جزو نخستین پژوهشگران بین‌المللی بود که ارتباط میان شبکه‌های عصبی، منطق فازی و الگوریتم‌های ژنتیک را محقق کردند.
پژوهش‌های لوکاس در زمینه‌ها و حوزه‌های زیر بوده‌است: محاسبه‌های زیستی، هوش محاسباتی، سامانه‌های نامشخص، کنترل هوشمند، شبکه‌های عصبی، سامانه چندعامله، داده‌کاوی، پیش‌بینی سری‌های زمانی، الگوسازی مالی و مدیریت دانش، منطق فازی، بهینه‌سازی تکاملی و الگوسازی‌های عاطفی.
وی را پدر دانش رباتیک و هوش مصنوعی ایران نامیده‌اند.

### نشست‌های بین دانشگاهی
لوکاس به توسعه و پشتیبانی گفتگو و همکاری میان پژوهشگران و توسعه پژوهشهای چند نظمی اعتقادی وافر داشت و یکی از برجستگی‌های شخصیت او، کمک کردن به کنفرانس‌های محلی، ملی و بین‌المللی بود. او نخستین کنفرانس بین‌المللی سیستم‌های کنترل را پس از انقلاب ۱۳۵۷ در سال ۱۹۹۰ راه‌اندازی کرد. وی در تأسیس کنفرانس‌های متعدد دیگری شامل کنفرانس سیستم‌های هوشمند ایران، کنفرانس سیستم‌های فازی ایران و کارگاه شبکه‌های عصبی ایران-ارمنستان نیز نقش محوری بازی کرد.
لوکاس در ۱۳۷۹، هنگامی که ریاست پژوهشگاه سیستم‌های هوشمند را برعهده داشت، با آشوت چیلینگاریان، چهرهٔ سرشناس مؤسسهٔ فیزیک ارمنستان، آشنا شد. از آن سال به بعد نشست‌های دو نهاد دانشگاهی ایران و جمهوری ارمنستان، تحت عنوان کارگاه‌های شبکه‌های عصبی، تا ۱۳۸۶، همه ساله و به صورت متناوب و یک سال در میان در ایران و ارمنستان برگزار می‌شد. در کنار این نشست‌ها، گردهمایی‌های دیگری نیز، تحت عناوین مختلف و با مؤسسات دیگر مانند مؤسسهٔ زلزله‌شناسی و فرهنگستان علوم ارمنستان، به صورت سالیانه برگزار می‌شد. چکیدهٔ این فعالیت‌ها، که تا زمان مرگ کارو لوکاس ادامه داشت، به شرح زیر است:
- ارائهٔ هشت مقاله از بیست تن از استادان و دانشجویان دانشگاه تهران در هفتمین گردهمایی علوم کامپیوتر و فناوری اطلاعات، ۲۸ سپتامبر تا ۲ اکتبر، ۲۰۰۸، ایروان، ارمنستان
- ارائهٔ هفت مقاله از هفده تن از استادان و دانشجویان دانشگاه تهران در سمپوزیوم بین‌المللی فیزیک کیهانی: پیش‌بینی اشعه‌های طوفان‌های مغناطیسی از طریق شبکه‌های رویاب، ۲۹ سپتامبر – ۱۳ اکتبر ۲۰۰۸، ایستگاه نور-آمبرد در کوه‌های آراگاتس، ارمنستان[۱۱]
- ارائهٔ دو مقاله در همایش مشترک اخترشناسان اروپا، با همکاری اخترشناسان ارمنستان، در ششمین همایش اخترشناسی ارمنستان، ۲۳ و ۲۴ اوت ۲۰۰۷، ایروان، ارمنستان[۱۲]
- ارائهٔ شش مقاله از سیزده تن از استادان و دانشجویان دانشگاه تهران در ششمین کنفرانس علوم کامپیوتر و فناوری اطلاعات[ت]، ۲۴–۲۸ سپتامبر ۲۰۰۷، ایروان، ارمنستان
- ارائهٔ نه مقاله از استادان و دانشجویان دانشگاه ارمنستان با موضوع «رویدادهای افراطی خورشیدی»[ث]، ۲۶–۳۰ سپتامبر ۲۰۰۵، نور-آمبرد، ارمنستان[۱۳]

### سمت‌ها
لوکاس علاوه بر تدریس و تحقیق در ایران به فعالیت‌های علمی و پژوهشی بسیاری نیز در دانشگاه‌های خارج از ایران پرداخت. برخی از سمت‌های وی عبارت بودند از:
- دانشیار مدعو، گروه مهندسی صنایع دانشگاه تورنتو، کانادا؛ تابستان ۱۳۶۸ و ۱۳۶۹ (۱۹۸۹–۱۹۹۰)
- دانشیار مدعو، دانشگاه کالیفرنیا، برکلی، ایالات متحده آمریکا؛ ۱۳۶۷–۱۳۶۸ (۱۹۸۸–۱۹۸۹)
- دانشیار مدعو، در گروه‌های مهندسی برق و مهندسی مکانیک و صنایع دانشگاه گاریونیس[ج] (دانشگاه بنغازی فعلی)، بنغازی، لیبی؛ ۱۳۶۳–۱۳۶۴ (۱۹۸۴–۱۹۸۵)
- دانشیار مدعو، دانشگاه کالیفرنیا، لس‌آنجلس، (۱۹۷۵–۱۹۷۶)
- محقق مرکز بین‌المللی فیزیک نظری و ریاضیات
- دانشیار مدعو، مؤسسهٔ ریاضی کاربردی، مؤسسه علوم چین،[چ] پکن، چین؛ تابستان ۱۳۷۰ (۱۹۹۱)
- دانشیار مدعو، مؤسسه فناوری برق هاربین،[ح] چین؛ تابستان ۱۳۷۱ (۱۹۸۲)
- دستیار تحقیق در شرکت پژوهشی تولیدی انتاریو کانادا
- دستیار تحقیق در آزمایشگاه پژوهش‌های الکترونیکی، دانشگاه کالیفرنیا، برکلی
- عضو وابسته مرکز بین‌المللی مهندسی ژنتیک و بیوتکنولوژی، تریسته، ایتالیا؛ شهریور ۱۳۷۱
- استاد مدعو، مؤسسه فیزیک ایروان، ارمنستان؛ تابستان ۱۳۷۶
- محقق مدعو، مؤسسه پردازش داده و الکترونیک، فورشانگزنتروم کارلرسروهه[خ]، آلمان؛ تابستان ۱۳۸۳
- سخنران در مدرسه زمستانی، دانشگاه پیشرفت پرسنل، برنامه تربیت مدرس دانشگاه گئورگ آگوست گوتینگن، آلمان؛ دی ۱۳۸۶
- استاد مدعو، دانشگاه آمریکایی ارمنستان، ایروان، ارمنستان؛ تابستان ۱۳۸۶

### سایر فعالیت‌ها
پایه‌گذاری، ریاست و عضویت در انجمن مهندسی برق و الکترونیک، پایه‌گذاری و مدیریت «پژوهشکدهٔ سیستم‌های هوشمند» در پژوهشگاه دانش‌های بنیادی، «قطب کنترل و پردازش هوشمند» در دانشگاه تهران و تأسیس «مرکز تحقیقات مکاترونیک کشور» در دانشگاه آزاد اسلامی واحد قزوین و برپایی نشست‌های دانشگاهی کشورهای ارمنستان و ایران با عنوان «کارگاه‌های شبکه‌های عصبی» با همکاری آشوت چیلینگاریان، فیزیکدان معروف مؤسسهٔ فیزیک ارمنستان از کارهای ماندگار اوست.
در کنار فعالیت‌های علمی و شرکت در سمینارها و گردهمایی‌ها لوکاس در سمت مشاور عالی در سازمان‌ها و مؤسسات زیر نیز فعالیت داشته‌است.
او همچنین در این مناصب فعالیت کرد: مهندسین مشاور توسعهٔ راه‌آهن جمهوری اسلامی ایران (۱۹۹۲ تا ۱۹۹۵)، وزارت نیرو (۱۹۸۲ تا ۱۹۸۵)، شرکت سهامی بانکداران ایرانی (۱۹۷۷ تا ۱۹۸۰)، و انجمن مهندسین مشاور مگردومیان (۱۹۷۱ تا ۱۹۷۳).
وی به عنوان مشاور معاون وزیر فرهنگ و آموزش عالی ایران (۱۹۹۵ تا ۱۹۹۸)، در تأسیس مراکز متعدد پژوهشی مرتبط با سیستم‌های هوشمند در ایران مؤثر بود.
لوکاس دارنده حق امتیاز اختراعی با عنوان «شناساگر عصبی کلمات فارسی جداگانه در کلام» بود.

## مقالات و تالیفات
وی بیش از ۱۵۰ مقاله در مجله‌ها و ۳۰۰ مقاله به زبان‌های فارسی و انگلیسی در گردهمایی‌های مختلف در ایران و جهان ارائه کرد. از کتب متعددی که وی تألیف کرد، می‌توان می‌توان به کتاب سیستم‌های هوشمند مهندسی بیومدیکال اشاره کرد و سمت دبیری چندین گردهمایی بین‌المللی را نیز عهده‌دار بود.

## زندگی خصوصی
امیلیا نرسیسیانس، همسر کارو نیز مدرس دانشکده علوم اجتماعی دانشگاه تهران بود. امیلیا نرسیسیانس در مصاحبه‌ای مطبوعاتی پیش از فوت همسرش می‌گوید:
من هم از سوی خانوادهٔ مادری اهل جلفای اصفهان هستم و خانوادهٔ ما و دکتر لوکاس سال‌ها به واسطهٔ وصلت‌های خانوادگی با هم در ارتباط بوده‌اند و در واقع عروس به خانوادهٔ آنان فرستاده‌اند. این سنت کماکان حفظ شده به طوری که من در ۱۳۵۵ به آمریکا رفتم و در آنجا با دکتر لوکاس ازدواج کردم و به ایران برگشتم.
 حاصل ازدواج لوکاس با نرسیسیانس یک فرزند پسر به نام آرمان است که برخلاف پدر، نمرات ممتاز خود را در رشتهٔ معماری کسب کرده‌است.

## درگذشت
لوکاس یکسال با بیماری سرطان روده مبارزه و بر بیماری‌اش غلبه کرد اما به علت زخم ایجاد شده در اثر عدم دقت کافی در انجام کولونوسکوپی روده و تبدیل آن به عفونت در روز جمعه ۱۷ تیرماه ۱۳۸۹ (۸ ژوئیه ۲۰۱۰) در سن ۶۱ سالگی در بیمارستان امام خمینی، تهران درگذشت.
پیکر وی بعد از ظهر روز دوشنبه ۲۱ تیر از کلیسای واقع در خیابان ۳۰ تیر تشیع و در گورستان ارمنی‌ها به خاک سپرده شد.

## جوایز و افتخارات
برخی از جوایزی که لوکاس در طول فعالیت‌هایش کسب کرد از این قرارند (تمام سال‌ها به میلادی هستند):
- انتخاب به عنوان چهره ماندگار دانش ایران (۲۰۰۶)
- جایزه بین‌المللی رتبهٔ نخست هفدهمین جشنوارهٔ خوارزمی در پژوهش‌های بنیادی (۲۰۰۴)
- جایزه رتبهٔ نخست پژوهٔ نمونه در نهمین جشنوارهٔ ابن سینا (۲۰۰۸)
- جایزه پژوهشگر برجستهٔ ایرانی اسکوپوس (۲۰۰۷)
- جایزه کمیتهٔ دایمی سازمان کنفرانس اسلامی در همکاری علمی و تکنولوژیکی برای پژوهش‌های ممتاز (۲۰۰۴)
- جایزه ناحیهٔ هشت مؤسسه مهندسان برق و الکترونیک (۲۰۰۰)[۱۷]
- نشان انجمن مهندسان و معماران ارمنستان (۱۹۹۹)
- استاد نمونهٔ برگزیدهٔ پردیس دانشکده‌های فنی و دانشکده مهندسی برق و کامپیوتر در هفتادمین سالگرد دانشگاه تهران (۲۰۰۴)
- استاد نمونه وزرات فرهنگ و آموزش عالی (۱۹۹۹)
- استاد نمونهٔ دانشگاه تهران (۱۹۹۳ و ۱۹۹۵)
- استاد نمونه وزارت نیرو (۱۹۹۱)

در سال ۱۳۸۵ به دلیل فعالیت‌های منحصر به فرد آموزشی و تحقیقاتی در زمینه مهندسی کامپیوتر، روباتیک و هوش مصنوعی به عنوان چهره ماندگار مهندسی ایران برگزیده شده بود.
حسین فاتحی در کتاب اشک مرجانی غزل «پیکره» را خطاب به وی سروده‌است.

## توضیحات
1. ↑  Reviews of Mathematical Reviewers
2. ↑  Journal of Intelligent and Fuzzy Systems
3. ↑  The Institute of Electrical and Electronics Engineers (IEEE)
4. ↑  CSIT (Computer Science and Information Technologies) 2007
5. ↑  Solar Extreme Events:Fundamental Science and Allied Aspects
6. ↑  Garyounis University
7. ↑  Chinese Academy of Sciences
8. ↑  Harbin Institute of Electrical Technology
9. ↑  Forschungszentrum Karlsruhe
10. ↑  Speaker Persian Isolated Word Neurorecognizer